# Leptomona russica
Leptomona russica là một loài bọ cánh cứng trong họ Chrysomelidae. Loài này được Gmelin miêu tả khoa học năm 1790.